# Cast Iron Shore
Cast Iron Shore (colloquialmente noto come The Cazzy) era un nome dato alle rive del Mersey nel sud di Liverpool a causa della presenza di una fonderia di ferro (iron). La chiesa di San Michele, aperta nel 1815, era conosciuta come la Cast Iron Church a causa dell'ampio uso della ghisa nella sua costruzione.
Cast Iron Shore è menzionato nella canzone dei Beatles "Glass Onion". 
"The Cazzy" ha preso il nome dai residui di ruggine lasciati dopo che le navi furono demolite sul littorale di Dingle. Molte navi famose incontrarono la loro fine qui negli anni '50. L'area era posta oltre l'ultimo dei South Docks, l'Herculaneum Dock. La spiaggia in quella zona è diventata rossa per l'ossido ferrico lasciato nella sabbia, il lungofiume oggi in quella zona fa ora parte della passeggiata che si unisce alla Otterspool promenade un po' più a sud.

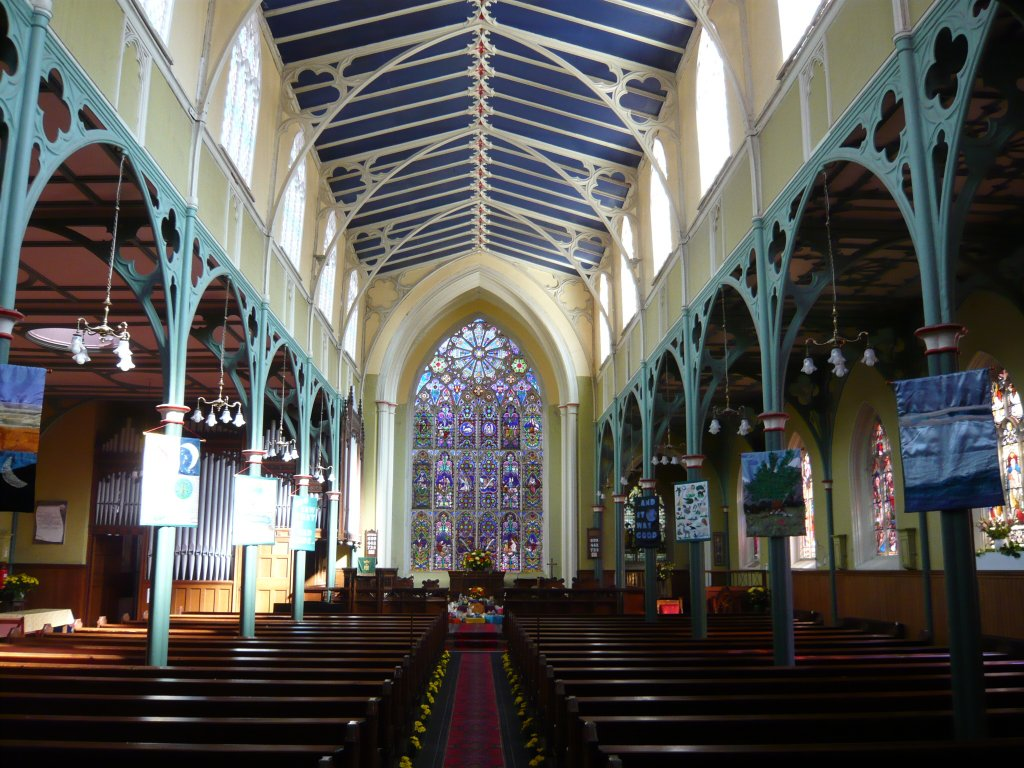
Archi in ghisa (cast-iron) nella Chiesa di San Michele